# 台中市公車市民小巴4路
台中市公車市民小巴4路行駛自中科后里辦公室至太平，由睿奕交通營運。延駛路線由中科后里辦公室延駛至中社。

## 歷史
- 2011年1月1日：通車。
- 2017年10月2日：新闢「226繞 中科后里辦公室－南村路－太平里」。
- 2019年8月30日：繞駛路線延駛至后里區中社花市，更名為「226延 中社－南村路－太平里」，新增停靠「中社」、「三豐安眉路口」、「三豐福美路口」、「三豐九甲路口」、「三豐后科南路口」等站，取消停靠「中科后里辦公室」站，並微調部分班次時刻。[1][2][3][4]
- 2024年2月1日：睿奕交通新增市民小巴4路「中科后里辦公室-太平里」、市民小巴4延路「中社-南村路-太平里」替代豐原客運226路「中科后里辦公室-太平里」、226延路「中社-南村路-太平里」。[5][6]
- 2024年2月7日：226路「中科后里辦公室-太平里」、226延路「中社-南村路-太平里」停駛，改由市民小巴4路「中科后里辦公室-太平里」、市民小巴4延路「中社-南村路-太平里」替代服務。
- 2024年4月1日：延駛路線繞行泰安國小，並調整發車時刻。[7]
- 2024年6月1日：增設「啟明學校宿舍」往太平里方向站位。[8]

## 路線基本資料
全程行車里數約10.9公里。往太平里26站，往中科后里辦公室24站。
自中科后里辦公室起，沿后里區后科南路、甲后路一段136巷、內東路、大山路、三豐路三段、甲后路一段、民生路、四村路、公安路、眉山路、三線路、四月路到太平里。延駛路線自中社起，沿后里區三豐路五段、安眉路、福興路、福美路、三豐路五、四段、后科南路、甲后路一段136巷、內東路、大山路、三豐路三段、南村路、四村路、公安路，經過后里區公所後行經路線與主線相同。

### 時刻表
- 時刻表僅供參考，請以睿奕交通網站公告為準。時刻表更新時間為2024年4月1日。

| 台中市公車市民小巴4路時刻列表              | 台中市公車市民小巴4路時刻列表                     |
| ------------------------------------------ | ------------------------------------------------- |
| 中科后里辦公室發車                         | 太平里發車                                        |
| 平／假日 08:15、09:20、11:05、16:30、17:45 | 平／假日 06:20、07:45、08:45、10:00、15:55、17:00 |
| 台中市公車市民小巴4延路時刻列表            |                                                   |
| 中社發車                                   | 太平里發車                                        |
| 平／假日 06:50                             | 平／假日 18:20                                    |

### 收費
- 一般市區公車（1～999、綠1～綠4）：依里程計費，收費費率為［2.431×搭乘里程數×（1+5%營業稅）］元。
  - 於基本里程8公里內票價為全票20元、半票11元。
  - 兒童、老人、身心障礙者及其陪伴者依規定半票收費，半票收費費率為原收費費率的一半。
  - 市民限定交通卡：前10公里免費，超過10公里部分票價比照收費費率，且上限為10元。
- 小黃公車（黃1～黃25）：免費。
- 幸福公車（梨山1）：票價比照臺中市計程車收費費率，持電子票證刷卡全程免費。
- 市民小巴（市民小巴1～市民小巴4）：票價比照一般市區公車收費費率，持電子票證刷卡全程免費。

### 停站
- 參見右側站牌路線圖，綠色路段表示行駛優化公車專用道。